# 庙坡乡
庙坡乡，是中华人民共和国四川省达州市万源市曾经下辖的一个乡。2020年6月，撤销庙坡乡，将其所属行政区域划归大竹镇管辖。

## 行政区划
庙坡乡撤销前下辖以下地区：
龙放坪村、营盘村、蓝家坪村、大坪溪村和海家坪村。